# Hossam Haick
Hossam Haick, né en 1975 à Nazareth, est un scientifique arabe israélien, professeur au Technion, l'Institut de technologie d'Israël, et directeur d'un laboratoire de recherche sur les nanomatériaux au sein de l'Institut de nanotechnologie Russell Berrie dans cette même université. Il est spécialisé dans les nanotechnologies, l'électronique moléculaire et plus particulièrement dans la technologie du nez électronique.
La technologie qu'il développe avec son équipe permet de détecter certains types de cancers (comme le cancer du poumon) de façon précoce via un simple test d'haleine avec un appareil de la taille d'un éthylomètre portable.
Il dirige dans ce sens un consortium européen de huit universités et entreprises pour le développement et la production de nanocapteurs avancée pour le dépistage, le diagnostic et le suivi du cancer du poumon.

## Biographie
Hossam Haick est né dans une famille arabe chrétienne en 1975 dans la ville de Nazareth en Israël, plus grande ville à majorité arabe du pays. Après des études secondaires dans le lycée catholique Saint Joseph de cette même ville, il intègre l'Université Ben Gourion à Beer-Sheva où il obtient un baccalauréat universitaire ès sciences en génie chimique en 1998. Il intègre par la suite le Technion de Haïfa où il obtient son doctorat en 2002.
Il poursuit des études postdoctorales à l'Institut Weizmann de Rehovot jusqu'en 2004 et il est ensuite sélectionné pour passer deux ans de plus en tant que chercheur postdoctoral au prestigieux California Institute of Technology aux États-Unis jusqu'en 2006. Il revient ensuite en Israël pour enseigner au Technion en tant qu'assistant professor et devient rapidement full professor.
En 2010 il prend la tête du laboratoire de recherche sur les « périphériques basés sur les nanomatériaux » dans le Russell Berrie Nanotechnology Institute au Technion.

## Récompenses et distinctions
Hossam Haick a été classé en 2008 comme l'un des 35 innovateurs les plus prometteurs par le MIT Technology Review. Il a également reçu le prix d'excellence Marie Curie de l'Union européenne, le prix du Conseil Européen de la Recherche et le prix du Discovery Program de la Fondation Bill-et-Melinda-Gates. En 2016 il reçoit le Prix Humboldt du Gouvernement fédéral d'Allemagne.
Il est chevalier de l'Ordre des Palmes académiques et il est classé parmi les 4 % des professeurs les plus populaires du Technion.
Il est membre du comité de revues scientifiques dans les nanotechnologies (tels que Journal of Nanoscience Letters, Hybrid Materials, Dataset Papers in Physical Chemistry, Frontiers in Respiratory Pharmacology et d'autres) et rédacteur en chef adjoint du Journal of Translational Engineering in Health and Medicine et membre senior du comité scientifique de plusieurs multinationales.
Il est membre du board de Chemical Abstracts Service de la American Chemical Society. C'est également un  expert scientifique à la Commission européenne.